# Anteris nigriclavata
Anteris nigriclavata är en stekelart som först beskrevs av William Harris Ashmead 1905.  Anteris nigriclavata ingår i släktet Anteris och familjen Scelionidae. Inga underarter finns listade i Catalogue of Life.